# Padangbai

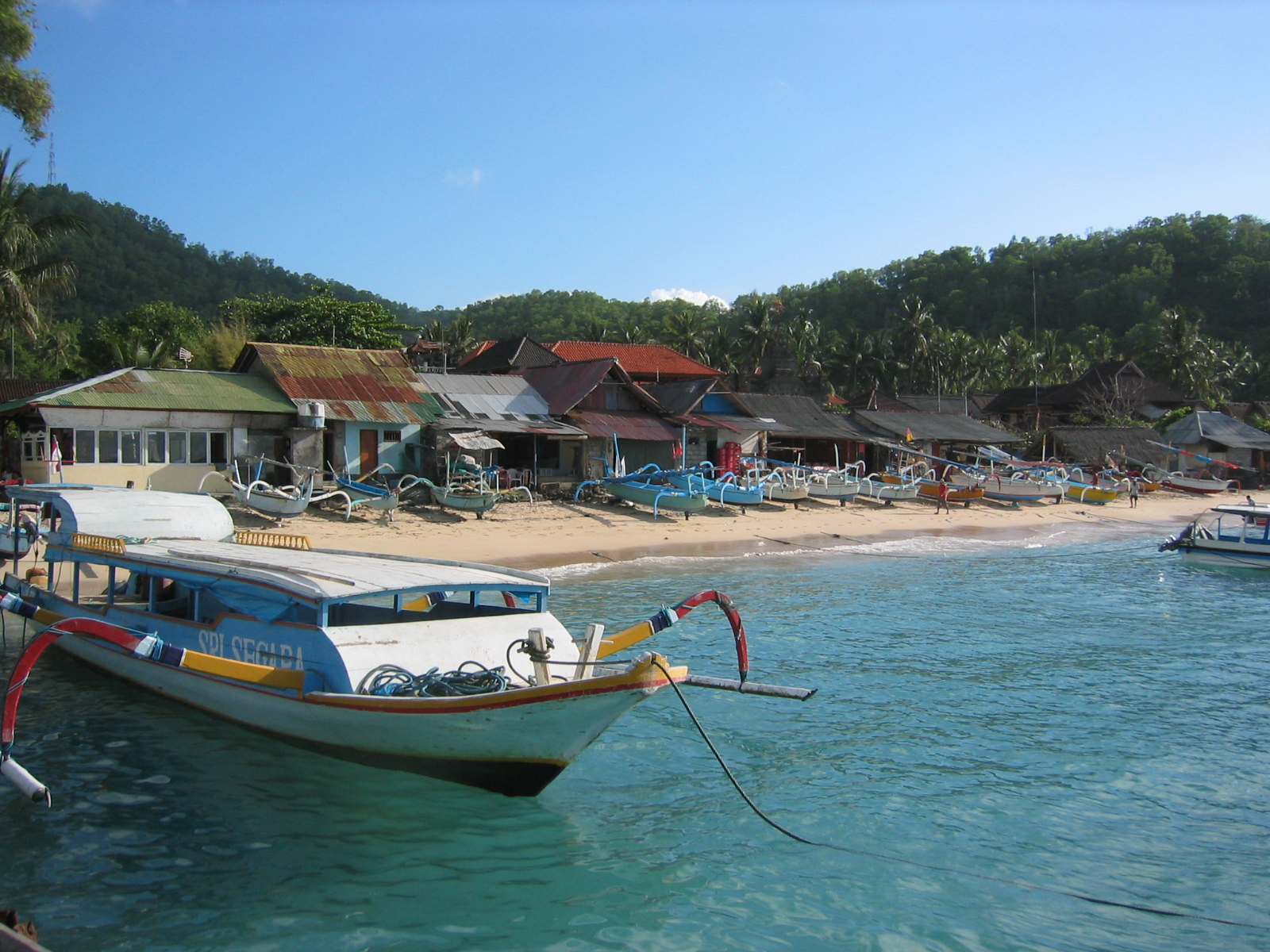
De haven van Padangbai.

Padangbai is een plaats op het Indonesische eiland Bali in de gelijknamige provincie. Vanuit Padangbai vertrekken ook boten naar Lombok en naar de Gili-eilanden.